# Роа, Андрес
Андрес Фелипе Роа Эстрада (исп. Andrés Felipe Roa Estrada; род. 25 мая 1993 года, Сабаналарга, Колумбия) — колумбийский футболист, вингер клуба «Аль-Батин» и сборной Колумбии. Участник Олимпийских игр 2016 года в Рио-де-Жанейро.

## Клубная карьера
Роа — воспитанник клуба «Депортиво Кали». В 2013 году для получения игровой практики он на правах аренды перешёл в «Униаутонома». 10 февраля в матче против «Льянерос» в колумбийской Примере B. 9 марта в поединке против «Реал Сантандер» Андрес забил свой первый гол за «Униаутонома». По итогам сезона Роа помог клубу выйти в элиту. Летом 2014 года он на правах аренды перешёл в «Унион Магдалена». 22 июля в матче против «Кукута Депортиво» Роа дебютировал за новый клуб. 3 августа в поединке против «Хагуарес де Кордоба» Андрес забил свой первый гол за «Унион Магдалена».
В начале 2015 года он вернулся в «Депортиво Кали». 21 февраля в матче против «Альянса Петролера» Роа дебютировал в Кубке Мустанга. 29 марта в поединке против «Депортиво Пасто» Андрес забил свой первый гол за команду из Кали. По итогам сезона он стал чемпионом Колумбии. В 2016 году в матчах Кубка Либертадорес против аргентинского «Расинга» Роа забил два гола.
Летом 2018 года Роа на правах аренды перешёл в «Уракан». 27 августа в матче против «Бока Хуниорс» он дебютировал в аргентинской Примере. 18 сентября в поединке против «Банфилда» Андрес забил свой первый гол за «Уракан».

## Международная карьера
9 сентября 2015 года в товарищеском матче против сборной Перу Роа дебютировал за сборную Колумбии, заменив во втором тайме Теофило Гутьерреса.
Летом 2016 года Роа принял участие в Кубке Америки в США. На турнире он был запасным и на поле не вышел.
В августе в составе олимпийской сборной Колумбии Андрес принял участие в Олимпийских играх в Рио-де-Жанейро. На турнире он сыграл в матчах против команд Швеции, Нигерии и Бразилии.

## Достижения
Командные
«Депортиво Кали»
- Чемпионат Колумбии по футболу — Апертура 2015

Международные
Колумбия
- Кубок Америки — 2016